# Javier Juárez Crespo
Javier Juárez Crespo (Teruel, 5 de noviembre de 1969) es un entrenador español de baloncesto. 

## Biografía
Javi Juárez inició su carrera de jugador en el Montemar de Alicante, desde donde pasó al Estudiantes. También militó en el desaparecido Caja Madrid, el Calpe y el San Fernando.
Comenzó su carrera deportiva como entrenador en las filas del Colmenar Viejo, club en el que se retiró como jugador. Más tarde estuvo dirigiendo al CEBA Guadalajara de LEB Plata y en el Fundación Adepal Alcázar e Illescas Urban de LEB Oro, en los que cuenta en su palmarés con dos ascensos de Plata a Oro, con el Illescas en la 2007-08 y en Alcázar en la 2009-10.
Con varios ascensos a LEB Plata y Oro y de EBA a LEB Plata tanto en Illescas como en Canoe, compaginó esa labor con las categorías inferiores de la selección española, donde llegó a conseguir la medalla de oro en el Eurobasket sub-18 de 2011 y medalla de bronce en el Eurobasket sub-20 en 2012. Desde 2015 a 2018, estuvo en la cantera del Real Madrid, tanto en el filial de liga EBA como en el Junior, donde fue campeón de España en categoría júnior durante dos años seguidos.
En 2017 fue director del campus de Luka Dončić.
En junio de 2018, se convierte en entrenador principal del UCAM Murcia y antes de incorporarse al club murciano para entrenar en Liga ACB, actuaría como asistente de los Utah Jazz en la Summer League que organiza la NBA.
El 27 de enero de 2019, es destituido como entrenador del UCAM Murcia tras seis derrotas consecutivas en Liga Endesa, pese a su primer puesto en la liguilla de la Basketball Champions League.
El 19 de octubre de 2020, firma como entrenador del Urbas Fuenlabrada de la Liga Endesa hasta el final de temporada, club al que llegar para sustituir a Paco García tras un mal comienzo de temporada.
Fue destituido el 25 de marzo de 2021 y su lugar lo ocupó Josep Maria Raventós, que ocupaba la plaza de entrenador ayudante.
En diciembre de 2021 se hace cargo de la selección nacional de Siria como seleccionador absoluto. La selección de Siria en el tiempo que Juarez la dirigíó, subió más de 20 puestos en el Ranking FIBA.
En el arranque de la temporada 2022-2023, Juárez vuelve al Real Madrid como entrenador del segundo equipo del conjunto blanco en su cantera. Ha ganado las ediciones de la Euroliga U18 dos temporadas consecutivas con el Real Madrid, el Torneo ANGT. 

## Trayectoria deportiva
- 2004–06. Colmenar Viejo CB.
- 2006–09. Club Baloncesto Illescas. Liga EBA, LEB Plata y LEB Oro.
- 2009–11. Fundación Adepal Alcázar. Liga LEB Plata y LEB Oro.
- 2011–13. Real Canoe Natación Club. Liga EBA.
- 2013–15. CEBA Guadalajara. Liga LEB Plata.
- 2015–18. Real Madrid de Baloncesto "B". Liga EBA.
- 2018–19. UCAM Murcia. Entrenador principal (Liga Endesa)
- 2020–21. Urbas Fuenlabrada. Entrenador principal (Liga Endesa)
- 2021–22. Seleccionador absoluto Siria
- 2022--. Real Madrid de Baloncesto "B". Liga EBA